# Slakdolf
De slakdolf (in oude Nederlandse boeken ook kringbuik) (Liparis liparis) is een vis uit de familie slakdolven (Liparidae). Het is een kleine zoutwatervis die wordt aangetroffen in koudere wateren van de Noordelijke IJszee en noordelijke delen van de Atlantische Oceaan.

## Beschrijving
De slakdolf wordt maximaal 18 cm lang. Het is een variabel gekleurde vis, meestal geelbruin van kleur met horizontale strepen. De buikvinnen zijn vergroeid tot een ronde zuigschijf, vandaar de naam kringbuik. De rugvin heeft 32-36 vinstralen en de aarsvin 26-30 vinstralen. Het dieet van de vis bestaat hoofdzakelijk uit kreeftachtigen die in het getijdegebied leven.

## Voorkomen in Nederlandse wateren
De slakdolf mijdt in de zomer en de winter de wateren van de Nederlandse kust, maar wordt in de herfst wel gevangen (als bijvangst) in de Zeeuwse wateren en de Waddenzee. De vis staat niet op de Nederlandse Rode Lijst en ook niet op de internationale Rode Lijst van de IUCN. In Belgische kustwateren is hij het hele jaar door vrij algemeen.